# Maurice Loirand
Maurice Loirand, né le 24 juillet 1922 à La Montagne en Loire-Atlantique en France et mort le 29 février 2008 à Paris, est un peintre français.

## Biographie
Maurice Loirand a été ouvrier métallurgiste à l'arsenal d’Indret. Résistant sous l'Occupation, il s'impose en autodidacte dans le monde de l'art et côtoie notamment les peintres André Lenormand, Fernand Léger, Matisse et Picasso ainsi que le poète René Guy Cadou, qui apprécie particulièrement son travail et contribue à le "lancer".
Après avoir sillonné la planète et enchaîné les expositions à Paris, Rome, Milan, Rio de Janeiro, New York, il se pose pour une quinzaine d’années au Japon et épouse la poétesse Kazué Shimotori.
En 1993, il revient à Paris où il vivra jusqu’en 2008.
Peintre "voyageur" qui détestait qu’on « le traite de naïf », Maurice Loirand a centré son travail sur le paysage, au sens large de cette acception :
- « séries » d’un même paysage ou sujet, décliné de petits à très grands formats, en diverses saisons (paysages de La Roche-Posay, particulièrement) ;
- « marines, bateaux et ports » ;
- tableaux des villes ou il est allé exposer ;
- dessins d’arbres à l’encre.

Maurice Loirand ne peignait pas « sur le motif » : il dessinait des croquis, annotait les pages de ses carnets, d’impressions et recomposait, dans son atelier, les paysages rencontrés. C’est ainsi qu’il pouvait transformer un paysage rencontré l’été en une peinture du même endroit, enneigé.

## Citations
« Maurice Loirand aime la minutie du trait, la fraîcheur des coloris, inventant d’aventure son propre langage pictural, découvrant par exemple, comme cet autre grand naïf, Renoir, en contemplant les tableaux de Turner à Londres, que la neige se peint avec tout, sauf avec du blanc...(…)
Toujours il avance en équilibre sur le fil ténu qui relie l’abstraction au figuratif et ne finit pas un tableau sans faire des essais de couleur en collant des petits papiers gouachés, qu’il découpe comme le faisaient Miro ou Matisse pour juger de l’effet, et réussit à atteindre ce qu’il cherche : la synthèse entre la forme et la couleur. »

— Gilles Néret, critique et historien d'art, directeur des revues l'Œil, Octobre 1999, Connaissance des Arts et de la collection Art de Taschen

« La peinture de Loirand est un art spontané qui émane des couches vierges de la sensibilité, dans une grande fraîcheur de perception et d’exécution. (…) Loirand s’attarde sur un arbre, sur la flore d’une prairie, joue avec les matières sans perdre le fil de son modèle intérieur. Il ne suit pas les parcours naturalistes, il les invente, et la couleur chante pour le plaisir des yeux et de l’esprit. Poète il jette autour de lui un regard émerveillé et raconte ses découvertes avec la passion de ceux qui ont quelque chose à dire. »

— André Lenormand, 1965, illustrateur de presse et peintre nantais

« Par la répétition, la variation nuancée de tableau en tableau, on accède au cœur de l’œuvre, selon le principe des thèmes musicaux re-déclinés comme chez Bach, par exemple. Le thème central qui s’impose à Loirand est le paysage. »

— Pierre Garçon - sculpteur, élu municipal, commissaire des expositions Maurice Loirand de 1999 et 2009 à La Montagne

## Collections
Les tableaux de Maurice Loirand se trouvent parmi les collections du Musée d'art moderne de la ville de Paris, du Musée des beaux-arts de Nantes, du musée d'art naïf Anatole Jakovsky de Nice, du Museu do Sol (pt) à Penápolis.
- 1953 : Environs du pont de Saint-Cloud, Musée des beaux-arts de Nantes, France
- 1962 : Croix-de-Vie, Musée du Vieux-Château, Laval, France
- 1964 : Le Lac Balaton, Musée des beaux-arts de Nantes, France
- 1971 : Bateaux au port, Argentine, 1971, Mairie de La Montagne, Nantes, France
- 1971 : Galerie Gradiva de Buenos Aires, Argentine
- nd - Musée de Fréosc
- nd - Musée national d'Art moderne, Paris, France
- nd - Musée de la Ville de Paris, France
- 1978 : Village de Louisfert (maison-école du poète René Guy Cadou), Musée de Setagaya-ku, Tokyo, Japon
- 1986 : Tokyo, ville sans fin (2 x 8 m), Musée d'Edo-Tokyo, Tokyo, Japon
- 1999 : La Roche-Posay, Mairie de La Montagne, Nantes, France
- 2009 : Promenade de dimanche, Mairie de La Montagne, Nantes, France
- 2009 : Le Village enneigé, Mairie de La Basse-Goulaine, Nantes, France